# New Divide
New Divide – singel stworzony przez amerykański zespół rockowy Linkin Park na potrzeby filmu Transformers: Zemsta upadłych. Jest to zarazem temat do filmu. Została wydana jako singel 18 maja 2009.

## Tło
Inna piosenka Linkin Park, „What I’ve Done”, została użyta w pierwszej części filmu oraz jego zwiastunie. Mike Shinoda nawiązał po raz pierwszy do „New Divide” 28 marca 2009 roku: „Pracowaliśmy nad piosenką przez ostatnie dwa tygodnie, które były dla nas mnóstwem zabawy. Tło piosenki zostało stworzone z nakładanych warstwami, ciężkich części i ostrego grania Roba Bourdona [perkusista grupy].” 24 kwietnia Mike wyjawił, że pracowali razem z kompozytorem muzyki do filmu Hansem Zimmerem, pisząc różne interpretacje „New Divide”, by zastosować je jako temat do filmu. W wywiadzie z Blabbermouth.net o sequelu filmu „Transformers” Michael Bay powiedział: „Kocham Linkin Park... Naprawdę dali radę z >>New Divide<< – to wspaniała piosenka, która doskonale podkreśla intensywność filmu.” Fragmenty wstępu piosenki zostały użyte w ostatecznym zwiastunie filmu.
„New Divide” zostało wydane 22 maja w Wielkiej Brytanii, Niemczech, Szwajcarii, Austrii, Europie Wschodniej, Turcji, Izraelu i Republice Chińskiej (na Tajwanie). Zane Lowe zaprezentował piosenkę w BBC Radio 1 i spekulował, że jej „introspekcyjny” styl mógł być „znakiem rzeczy, które mają nadejść”, lecz dodał, że jest zbyt wcześnie, by cokolwiek przewidywać.
Piosenka „NEST” ze ścieżki dźwiękowej Steve’a Jablonsky’ego do filmu zawiera instrumentalne wyrywki z „New Divide”. Zespół Linkin Park pracował wraz z Hansem Zimmerem, by zreinterpretować piosenkę do tej ścieżki.
Piosenka została użyta podczas napisów końcowych do filmu.

## Piosenka
„New Divide” ma cięższe riffy i agresywniejszy wokal, niż większość piosenek z Minutes to Midnight, co jest powrotem do dawnego stylu zespołu – alternatywnego metalu. Technicznie, piosenka jest obecnie najdłuższym singlem zespołu, mimo iż wersja albumowa „Shadow of the Day” wraz ze swym keyboardowym zakończeniem (oraz Guilty All the Same i A Line in the Sand) trwa dłużej. Mike Shinoda wykonuje wiele wokali w tle.

## Lista utworów
- CD

1. „New Divide” (Studio version) – 4:29
2. „New Divide” (Instrumental) – 4:29
3. „New Divide” (A capella) – 3:56

- Wersja cyfrowa

1. „New Divide” – 4:29

## Teledysk
14 maja 2009, Mike powiedział, że grupa pracuje nad teledyskiem. Został on nakręcony w Paramount Studios 13 i 14 maja i przedstawia zespół grający w egipskiej jaskini. Reżyserem był Joseph Hahn, turntablista zespołu. Podczas rozmowy o teledysku, Shinoda odnotował, że „plany Mr. Hahna na użycie dużej ilości interesujących technik wizualnych zacierają linię pomiędzy wykonywaniem utworu przez grupę a cyfrowo-mechaniczną rzeczywistością”. Chester potwierdził, że teledysk nawiązuje do filmu, pisząc na swym blogu: „Szczerze mówiąc, nie wiem, o co chodzi w teledysku. Jesteśmy w grobowcu, grając, a obok leży ogromny martwy transformer.” Linkin Park wydało dwa filmy „za kulisami”, opowiadające o tworzeniu teledysku. Zdjęcia z obu ukazały się na blogu Mike’a. Teledysk miał swą premierę na profilu MySpace zespołu 11 czerwca. Po 2 tygodniach miał 3569562 wizyty.
Teledysk zawiera zarówno sceny z filmu, jak i fragmenty o zespole, grającym w grobowcu. Zostało także użytych dużo efektów specjalnych. Materiał video był w znacznym stopniu edytowany (m.in. kontury muzyków zostały poddane efektowi pikselizacji) i zawiera sceny z kamery termowizyjnej. Basista Dave Farrell nie został ukazany w scenach z grupą grającą utwór, gdyż w pierwszym dniu kręcenia teledysku złamał nadgarstek, dlatego jego postać została jedynie ukazana za pomocą efektów specjalnych.

## Odbiór
Piosenka uzyskała mieszane opinie krytyków. Chris Williams z magazynu Billboard powiedział: „New Divide można zaliczyć do gatunku science fiction: jest kosmiczne, nastrojowe i futurystyczne. Główny wokalista Chester Bennington dał jeden ze swych bezpośrednich wokali, zręcznie balansując pomiędzy swym zwykłym rockowym a bardziej melodyjnym popowym wokalem. To miły powrót, który powinien zadowolić dotychczasowych fanów i, rzecz jasna, przyciągnąć nowych.”